# Opoczka Mała
Opoczka Mała – wieś w Polsce położona nad Wisłą w województwie lubelskim, w powiecie kraśnickim, w gminie Annopol.
W latach 1975–1998 miejscowość administracyjnie należała do województwa tarnobrzeskiego.
We wsi znajduje się cmentarz żołnierzy Armii Radzieckiej.
Wieś stanowi sołectwo gminy Annopol. Według Narodowego Spisu Powszechnego (III 2011 r.) wieś liczyła  204 mieszkańców.

## Historia
Metryka wsi sięga XIII wieku. Pierwotna nazwa wsi brzmiała Opoka, następnie Minor Opoka w roku 1533 - Opoca Minor cantoris.   
W roku 1276 i następnych wieś stanowi własność kapituły sandomierskiej. Bolesław Wstydliwy nadaje wsi immunitet jaki posiadają dobra katedry krakowskiej 
W roku 1417 Władysław Jagiełło przenosi Opoczkę wraz z innymi dobrami kapituły na prawo magdeburskie. Około 1464-71 biskup Jan Lutkowic nadał dziesięcinę z Opoczki kościołowi w Pniowie. Z relacji Długosza 1470-80 wynika folwark posiadał 6 łanów kmiecych i karczma z rolami, prom na Wiśle dawał dochód 5 grzywien. Zagrodników nie ma. Kmiecie odrabiają 1 dzień w tygodniu dają po 1/2 grzywny, 2 kury, 30 jaj, 2 sery. Dziesięcina z folwarku oddawana była kapitule sandomierskiej, z łanów kmiecych biskupowi. Granice oznaczone z Jakubowicami, Opoką Wielką i Rachowem (Długosz L.B. t.I s.389).
W roku 1529 dziesięciny snopowe z pewnych ról kmiecych wartości 1 grzywny i 12 groszy oraz konopne 6 groszy oddawane były plebanowi w Pniowie (Liber Retaxationum s.359).
Według ksiąg poborowych z lat 1531–1533 pobierano pobór z 1 łana kmiecego.